# Lisog

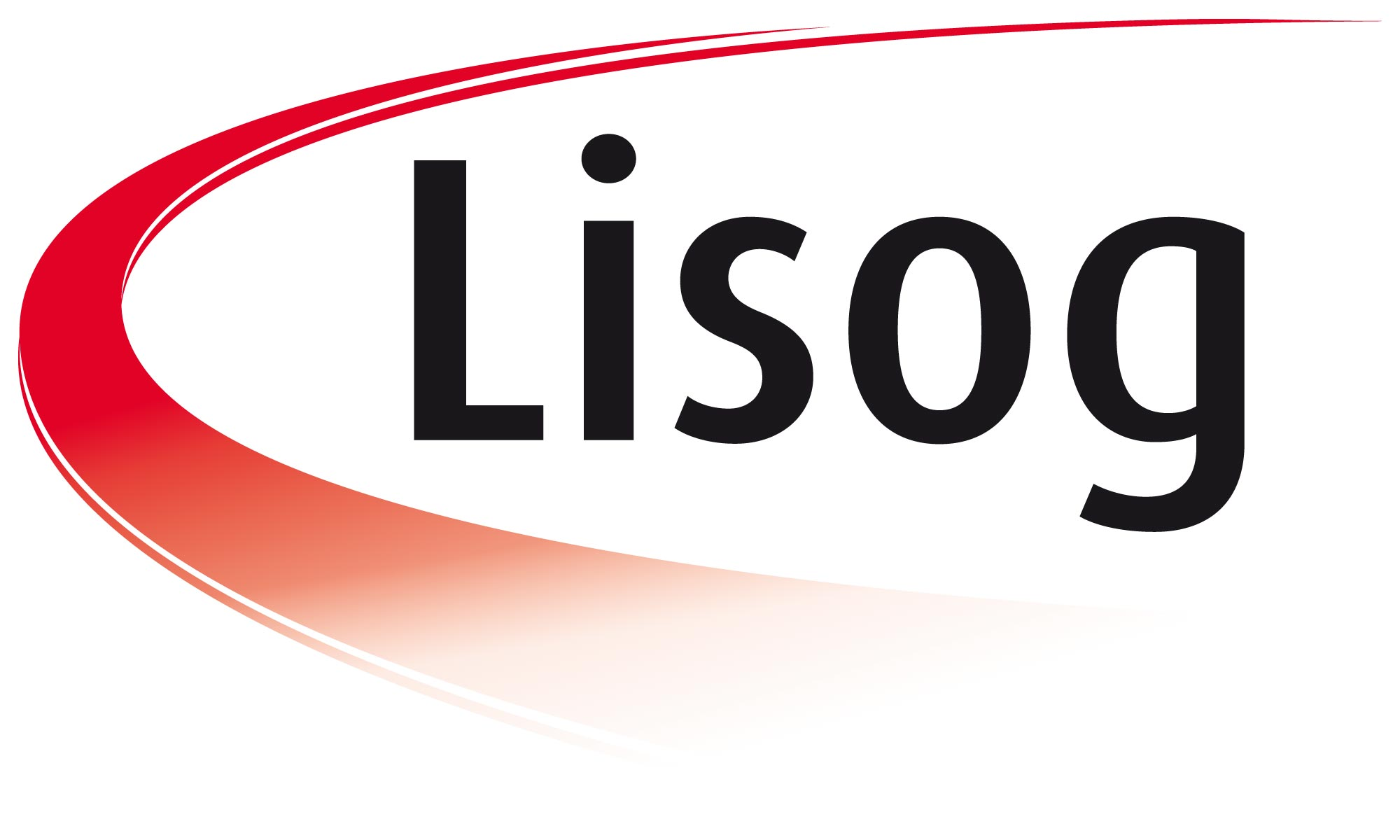
Lisog-Logo

Die Lisog (früher LiSoG – Linux Solutions Group e. V.) war ein Verein von Open-Source-Anbietern und -Anwendern in Deutschland, Österreich, der Schweiz, Serbien, Kanada und den USA.

## Geschichte
Die Linux Solution Group (LiSoG) wurde am 7. März 2005 von 29 Unternehmen, darunter IBM, MySQL, Novell, Red Hat und Siemens Business Services, und Institutionen gegründet und bestand im Mai aus 121 Mitgliedern. Die Geschäftsstelle der Lisog war angesiedelt bei der MFG Baden-Württemberg in Stuttgart. Daneben unterhielt der Verein Kontaktbüros in Zürich (seit 2005), Wien (seit 2006), Hamburg (seit 2008), Berlin (seit 2009), Palo Alto und Toronto.
Im November 2007 nahmen der LIVE Linux Verband und Lisog Verhandlungen zu einem Zusammenschluss auf.
Ab 2010 wurden drei zusätzliche Vorstandsmitglieder des LIVE Linux Verbandes in den Vorstand von Lisog aufgenommen.
Am 21. und 22. Juli 2011 beschlossen die Vereine LiVe Linux Verband e. V. und Lisog zu fusionieren. Der Name der neuen Organisation ist Open Source Business Alliance (OSBA). Die Verschmelzung wurde im September 2011 vollzogen.